# Хассі-Р'Мель-Уед-Саф-Саф – SP1 Біс-Джамаа
Хассі-Р'Мель-Уед-Саф-Саф – SP1 Біс-Джамаа – газопровід на північному сході Алжиру.
Алжир є великим виробником всіх видів вуглеводнів, при цьому їх доставка з віддалених районів у пустелі Сахара до узбережжя потребує чималих витрат. З метою оптимізації останніх насосні станції, що працюють з рідкими вуглеводнями, намагаються за можливості перевести на живлення від природного газу. Саме таку функцію має споруджене в 2008 році відгалуження від газотранспортного коридору GO1/GO2/GO3 (Хассі-Р'Мель – Уед-Саф-Саф, який є алжирською ділянкою Транссередземноморського газопроводу) до SP1 Біс-Джамаа на трасі нафтопроводу ROB1 (Беджая-1).
Відгалуження має довжину 120 км та виконане в діаметрі 400 мм.